# Piper nigropunctatum
Piper nigropunctatum är en pepparväxtart som beskrevs av C. Dc.. Piper nigropunctatum ingår i släktet Piper och familjen pepparväxter. Inga underarter finns listade i Catalogue of Life.